# Sara Lidman
Sara Adéla Lidman (født 30. december 1923, død 17. juni 2004) var en svensk forfatter. Hun blev i 1980 tildelt Nordisk Råds litteraturpris for romanen Vredens barn (1979).

## Liv og karriere
Sara Lidman blev født i den nordsvenske landsby Missenträsk og voksede op i Västerbotten. Hun studerede på Uppsala Universitet, men måtte afbryde sine studier, da hun fik tuberkulose.
Lidman opnåede sin første succes som forfatter i 1953 med bogen Tjæremilen. I dette værk og i sin anden roman Hjortronlandet (1955), udforsker hun temaer såsom fremmedgørelse og isolation. Hendes tidlige bøger fokuserede på vanskelige forhold, som fattige bønder i Västerbotten stod over for i det 19. århundrede. I årene 1955 indtil 1963 var hun medlem af Samfundet De Nio. Mellem 1977 og 1985 skrev hun en serie på syv romaner, der omhandler koloniseringen og moderniseringen af Norrland.
Sara Lidman er uden tvivl en af de vigtigste svenske forfattere i det 20. århundrede. Udover sine romaner var hun meget politisk aktiv, altid ud fra et stærkt socialistisk syn. Hun engagerede sig blandt andet i protest mod Vietnamkrigen og mod apartheid i Sydafrika. Hun støttede de indflydelsesrige strejker fra svenske minearbejdere i 1969 og var aktiv i de socialistiske og miljøorienterede bevægelser, samtidig med, at hun var modstander af atomvåben.
Sara Lidman blev tildelt en række priser, blandt andet Nordisk Råds Litteraturpris i 1980 for romanen Vredens barn (1979). Hun døde den 17. juni 2004 og ligger begravet i Skellefteå. Et kulturcenter i samme by er opkaldt efter hende.

## Bøger oversat til dansk
- Lidman, Sara (1954). Tjæremilen. Hasselbalch.
- Lidman, Sara (1956). Multebærlandet (2. oplag udgave). Hasselbalch.
- Lidman, Sara (1958). Døtrene. Kbh.: Hasselbalch.
- Lidman, Sara (1960). Mistelten i hjertet. Kjeld Elfelt (trans.). Kbh.: Steen Hasselbalch.
- Lidman, Sara (1961). Min søn og jeg. Hasselbalch.
- Lidman, Sara (1965). Med fem diamanter. Hasselbalch.
- Lidman, Sara (1967). Samtaler i Hanoi. Hasselbalch.
- Lidman, Sara (1969). Grube. Gyldendal.
- Lidman, Sara (1970). Kiruna : uddrag af samtaler med minearbejdere i Kiruna. S.l: s.n.
- Lidman, Sara (1978). Din tjener hører (2. oplag udgave). Kbh.: Schønberg. ISBN 87-570-1033-1.
- Lidman, Sara (1979). Vredens børn. Kbh.: Schønberg. ISBN 87-570-1067-6.
- Lidman, Sara (1981). Homo sapiens. København: Det Kongelige Teater.
- Lidman, Sara (1981). Hvert blad er et øje. Kbh.: Schønberg. ISBN 87-570-1140-0.
- Lidman, Sara (1982). Nabots sten. Kbh.: Schønberg. ISBN 87-570-1149-4.
- Lidman, Sara (1984). Den vidunderlige mand. Kbh.: Schønberg. ISBN 87-570-1201-6.
- Lidman, Sara (1986). Jernkronen. Kbh.: Schønberg. ISBN 87-570-1279-2.
- Lidman, Sara (1998). Livsens rod. Kbh.: Schønberg. ISBN 87-570-1528-7.
- Lidman, Sara (2001). Uskyldens minut. Kbh.: Schønberg. ISBN 87-570-1587-2.